# José Luis Cordeiro
José Luis Cordeiro Mateo (nascido em 1o de abril de 1962) é um engenheiro, economista, futurista e transumanista que trabalhou em diversas áreas incluindo desenvolvimento econômico, relações internacionais — na América Latina e na União Europeia — política monetária, comparação de Constituições, tendências na área de energia, criogenia e longevidade. Os livros dos quais foi autor incluem The Great Taboo, Constitutions Around the World: A Comparative View from Latin America, El Desafío Latinoamericano e A morte da morte (versão em português de La muerte de la muerte).

## Biografia
Cordeiro nasceu em Caracas, na Venezuela. É filho de pais espanhóis que emigraram de Madrid durante a ditadura de Franco.
Cordeiro obteve sua licenciatura e seu mestrado em Engenharia Mecânica no Massachusetts Institute of Technology (MIT), em Cambridge (EUA). Posteriormente estudou Economia Internacional e Política Comparativa na Georgetown University em Washington (EUA), e obteve um MBA no Institut Européen d'Administration des Affaires (INSEAD) em Fontainebleau, na França, com ênfase em Finanças e Globalização. Iniciou seu doutorado no MIT, continuou esses estudos em Tóquio (Japão) e recebeu seu título de PhD na Universidad Simón Bolívar (USB) em Caracas, na Venezuela.
Após se formar, Cordeiro trabalhou como engenheiro de exploração de petróleo para a Schlumberger. Depois foi consultor de várias grandes empresas petroleiras, incluindo a BP, ChevronTexaco, ExxonMobil, PDVSA, Pemex, Petrobras, Shell e Total. Posteriormente, em Paris, fez consultoria para a Booz Allen Hamilton como especialista em estratégia, reestruturação e finanças.
Cordeiro é um defensor de uma política monetária sólida e da dolarização no Leste Europeu e na América Latina. Seu livro de 1999 A Segunda Morte de Sucre proporcionou apoio acadêmico para a mudança do sucre para o dólar como a moeda do Equador, onde ele é considerado um dos líderes no campo das ideias dessa transformação.
Cordeiro é um membro internacional da World Academy of Art and Science (WAAS), diretor-executivo da Rede Ibero-Americana de Futuristas, diretor do Millennium Project, vice-presidente da Humanity Plus, e ex-diretor do Clube de Roma (Capítulo Venezuela), da World Transhumanist Association e do Extropy Institute. Ele também foi professor convidado em instituições como o Institute of Developing Economies IDE - JETRO em Tóquio (Japão), o Instituto de Tecnología de Monterrey, no México, a Singularity University na NASA Ames no Vale do Silício, na Califórnia (EUA), o Moscow Institute of Physics and Technology (MIPT) e a Higher School of Economics na Rússia.
Cordeiro escreve uma coluna de opinião quinzenal no jornal El Universal, o maior jornal geral da Venezuela, desde 1996.
Em 2008, Cordeiro realizou a última entrevista pública do escritor de ficção científica Arthur C. Clarke, na casa de Clarke no Sri Lanka.
Ele é um membro de toda a vida das sociedades de honra Sigma Xi, Tau Beta Pi e Beta Gamma Sigma.
Nas Eleições Parlamentares Europeias na Espanha, em 2019, Cordeiro concorreu ao Parlamento Europeu como candidato pelo Movimento Independente Euro-Latino, defendendo a representação dos latino-americanos na Espanha e na Europa e o incentivo à ciência e à pesquisa para se construir uma sociedade melhor.

## Filosofia
Cordeiro foi descrito como "um otimista inveterado sempre explodindo de energia". Ele aconselha o público a "esquecer de carros voadores e robôs-mordomos, pois o futuro será um lugar muito mais interessante". Ele considera nano, bio, info e cogno (NBIC) as quatro principais tecnologias que "estão levando a humanidade à era pós-humana", e prevê que "no futuro vamos fazer um upgrade de nossos cérebros da forma que hoje em dia atualizamos o hardware de nossos computadores".
Em 2009, Cordeiro fez uma palestra na Conferência de Futuristas Europeus em Lucerna sobre o conceito de 'Singularidade': "um momento não tão distante em que a inteligência artificial vai superar a capacidade da mente humana — o ponto em que vamos nos fundir com as máquinas". Como membro do corpo docente da Singularity University, ele adicionou que "o propósito da Singularity University é preparar a humanidade para essa transformação".
Cordeiro cunhou o termo "Energularidade" para se referir à "maior mudança na maior indústria de nosso planeta... A mudança da indústria de energia de combustíveis fósseis à energia solar, eólica, geotérmica ou de fusão". Ele também cunhou o termo "Benesuela" como um contraste com "Venezuela" em referência à situação da educação nesse país.
Em um conjunto de previsões para a América Latina em 2030, Cordeiro e o Millennium Project destacaram dois cenários extremos: "Deus é Latino-Americano" e "Desintegração no Inferno".
O The New York Times citou Cordeiro dizendo que "A história constitucional da América Latina é a mais convulsiva do mundo. As Constituições parecem ter virado camisetas — nem sequer ternos — que os governantes colocam e tiram segundo lhes convêm.
Alinhado com previsões de Ray Kurzweil de que a Singularidade ocorrerá em 2045, Cordeiro prevê que "a morte será opcional em 2045". Isso ocorrerá "graças aos avanços exponenciais na inteligência artificial, na regeneração de tecidos, nos tratamentos com células-tronco, na impressão de órgãos, na criopreservação e nas terapias genéticas ou imunológicas que resolverão o problema do envelhecimento no corpo humano".

## Livros
- El Desafio Latinoamericano (1996)
- El Gran Tabu Venezolano: la desestatizacion y democratizacion del petroleo (1998)
- The Great Taboo (1998)
- Benesuela vs. Venezuela: el combate educativo del siglo (1998)
- La Segunda Muerte de Bolivar... y el Renacer de Venezuela (1998)
- La Segunda Muerte de Sucre... y el Renacer del Ecuador (1999)
- Pesos o dolares? (2000)
- El desafio latinoamericano y sus cinco grandes retos (2007)
- Constitutions Around the World: A Comparative View from Latin America (2009)
- Telephones and Economic Development: A Worldwide Long-Term (2010)
- Latinoamérica 2030: Estudio Delphi y Escenarios (2014)
- A morte da morte: a possibilidade científica da imortalidade (2019)